# 29646 Пойа
29646 По́йа (29646 Polya) — астероїд головного поясу, відкритий 16 листопада 1998 року.
Тіссеранів параметр щодо Юпітера — 3,623.